# Vicente Espinel
Vicente Gómez Martínez-Espinel, né le 28 décembre 1550 à Ronda et mort le 4 février 1624, est un écrivain, poète et musicien espagnol du Siècle d'or espagnol.

## Biographie
Ami de Cervantès qui le surnomma « le meilleur ami d'Apollon », l'invention des decimas, ou stances de dix vers de huit syllabes chacun, lui est attribuée. 
Dans La Casa de la Memoria, il met en scène les poètes les plus célèbres de son temps. On lui doit aussi des élégies, des canzones et des pièces pastorales ainsi qu'une traduction des Odes et de l' Art poétique d'Horace. 
Comme romancier, il est l'auteur de La Vie d'Estevanille Gonzalez, de La Picara Justina et de la Vie et aventures de l'écuyer Marcos de Obregon, œuvre qui inspira vraisemblablement Lesage.
En musique, il inventa la cinquième corde à la guitare.